# Matúš Vallo

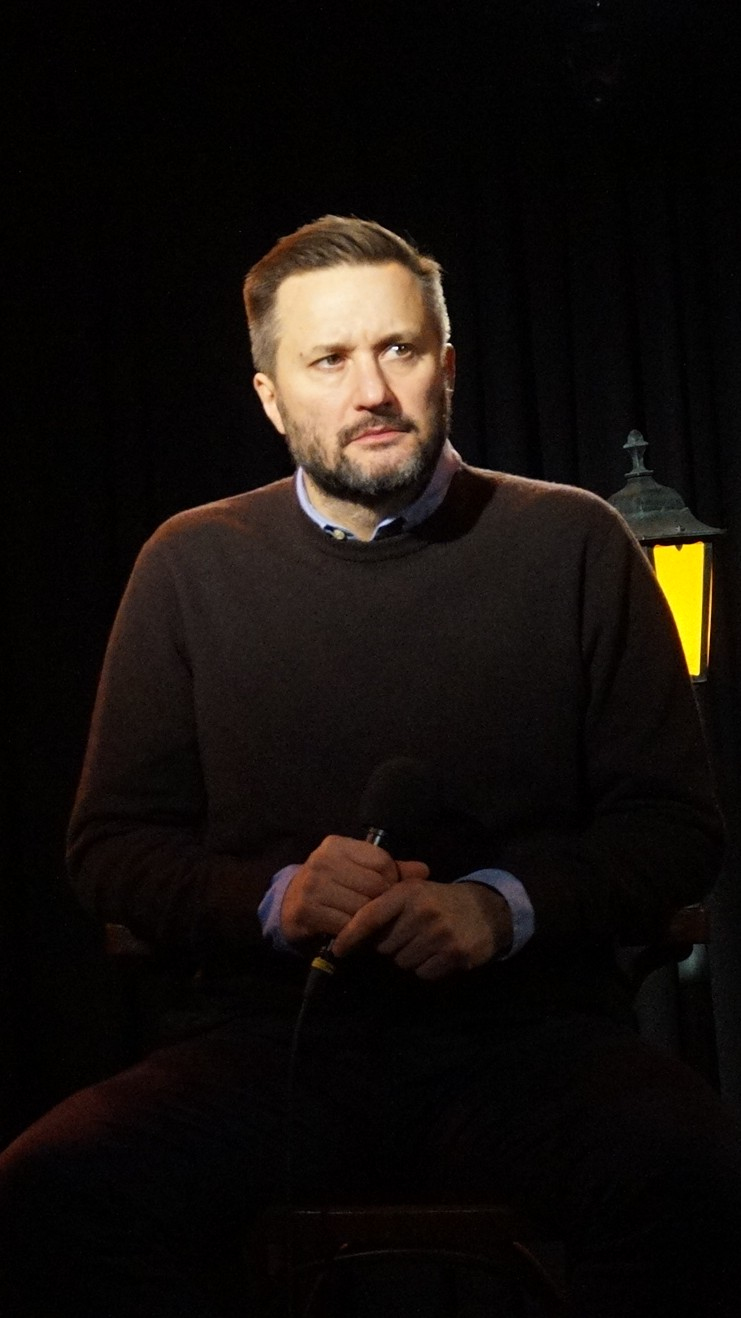
Matúš Vallo (2023)

Matúš Vallo (* 18. September 1977 in Bratislava) ist ein slowakischer Politiker, Architekt, Aktivist, Musiker und seit dem 7. Dezember 2018 Bürgermeister von Bratislava. Er wurde 2018 mit 36,5 % der Stimmen als unabhängiger Kandidat gewählt und 2022 mit 60,2 % der Stimmen wiedergewählt, unterstützt von seiner eigenen lokalen Partei Team Bratislava sowie Sloboda a Solidarita und Progresívne Slovensko.

## Leben

### Schulbildung und Ausbildung
Er besuchte eine weiterführende Schule in Rom, Italien. Während der gesamten höheren Schullaufbahn interessierte er sich sehr für Kunst und Geometrie, was er später in der Architektur kombinierte. Er schloss 2004 sein Studium an der Fakultät für Architektur der Slowakischen Technischen Universität in Bratislava ab. Von 2010 bis 2011 erhielt er ein Fulbright-Forschungsstipendium für die Columbia University, wo er am Columbia Laboratory for Architectural Broadcasting an einem Projekt namens City Interventions arbeitete. Zu dieser Zeit leitete er auch sein eigenes Architekturbüro, Vallo Sadovsky Architects.

### Privates
Vallo lebt in Bratislava, ist verheiratet und Vater eines Kindes.